# Innerparteiliche Demokratie
Innerparteiliche Demokratie ist die Praxis der Demokratie in den politischen Parteien, bei der die Parteimitglieder durch Informationsfluss, Versammlungen und Abstimmungen an der Entscheidungsfindung über Richtungsfragen und Personalpolitik beteiligt werden. Der politische Wille der Mehrheit der Parteimitglieder soll dabei durch Wahlen und Abstimmungen in Einzelentscheidungen und Programme (Grundsatzprogramme, Wahlprogramme, Regierungsprogramme) der betreffenden Partei einfließen.

## Innerparteiliche Demokratie in Deutschland
Juristisch fassbar ist innerparteiliche Demokratie in Deutschland durch eine Maßgabe des Grundgesetzes (GG) an die Parteien. In Art. 21 Abs. 1 Satz 3 GG heißt es: Ihre innere Ordnung muß demokratischen Grundsätzen entsprechen. Im Parteiengesetz (PartG) von 1967 ist dies näher ausgeführt: Das oberste Organ einer Partei ist die Mitglieder- oder Vertreterversammlung (§ 9 Abs. 1 PartG), die den Vorstand wählt (§ 9 Abs. 3 PartG) und ihn entlastet (§ 9 Abs. 5 PartG). Ferner haben alle Parteimitglieder bzw. Vertreter gleiches Stimmrecht (§ 10 PartG). Die Willensbildung geschieht durch Mehrheitsbeschluss (§ 15 PartG). Instrumente der innerparteilichen Demokratie sind auch Parteitage und Delegiertenkonferenzen, z. B. Wahlkreis-Delegiertenkonferenzen, die allein dem Zweck dienen, den Direktkandidaten der Partei für eine Landtags- oder Bundestagswahl im betreffenden Wahlkreis zu nominieren.
Neben diesen Bestimmungen sind Parteien vom PartG auch dazu verpflichtet, Regeln über ihre Finanzierung einzuhalten und über ihr Vermögen öffentlich Rechenschaft abzulegen.

## Innerparteiliche Demokratie in Österreich
In Österreich ist innerparteiliche Demokratie nicht vorgeschrieben. Die Kandidaten der ÖVP zur Nationalratswahl 2017 wurden von Parteichef Sebastian Kurz selbst gewählt und gereiht, ebenso die Team Stronach Kandidaten in der Nationalratswahl 2013 durch Frank Stronach. Im Team Stronach fanden keine Wahlen zum Parteichef statt. Der Parteivorstand wurde von Stronach ernannt.

## Probleme
In der politischen Praxis ist die Umsetzung der Grundidee, dass die Mehrheit der Amtsinhaber in einer Partei (d. h. Vorstandsmitglieder, Delegierte zu Parteitagen und Delegiertenversammlungen sowie in Vertretungsorganen von Gebietskörperschaften gewählte Abgeordnete) dasselbe befürworten sollte wie die Mehrheit der Parteimitglieder, oftmals schwierig, da oberhalb der Ebene des Ortsvereins bzw. -verbands in der Regel direktdemokratische Verfahren (z. B. die Urwahl des Spitzenpersonals für Landtags- oder Bundestagswahlen) eher selten angewandt werden. Da in Parteien die Vorstände oft sehr aktiv sind, die Mehrheit der Mitglieder sich hingegen (wenn überhaupt) nur sporadisch am Willensbildungsprozess innerhalb der Parteien beteiligt, sind Entscheidungsprozesse, bei denen der Wille aller Parteimitglieder berücksichtigt werden soll, schwierig. Dies kann über aufwändige Mitgliederversammlungen (zu denen zumeist nicht alle Mitglieder erscheinen) oder Parteitage ohne Delegierte geschehen, sofern nicht Methoden der Liquid Democracy (im Rahmen des nach dem Parteiengesetz Zulässigen) praktiziert werden. Durch Wahrung von Einladungsfristen und die Einhaltung anderer Formvorschriften verstreicht bei traditionellen Mitentscheidungsverfahren Zeit, was den Entscheidungsprozess schwerfällig macht. Auch deshalb (und nicht deshalb, weil das Parteiengesetz Instrumente wie Urwahlen verbieten würde) erfolgt Willensbildung in Parteien in der Regel über Methoden der repräsentativen Demokratie. Demnach treffen der gewählte Vorstand bzw. andere legitimierte Führungsgremien (Parteitage, kleine Parteitage, Parteirat o. ä.) die meisten wichtigen Entscheidungen.
Nach § 15 Abs. 3 PartG gibt es kein imperatives Mandat innerhalb von Parteien. Kein Amtsinhaber ist, juristisch betrachtet, „an Beschlüsse anderer Organe“ gebunden, also auch nicht an Beschlüsse der „Basis“. Diese kann allenfalls Amtsinhaber aufgrund eines „Fehlverhaltens“ abwählen. Eine verbindliche direktdemokratische Beteiligung über Mechanismen wie Delegated Voting ist demnach derzeit nicht mit dem PartG zu vereinbaren.
In der Praxis geraten innerparteiliche Wahlen oft dadurch zur Farce, dass sich die Kandidaten im Vorhinein abgesprochen haben oder gerade so viele Kandidaten wie zu verteilende Posten zur Verfügung stehen. Insbesondere die Position des Parteivorsitzenden wird auf allen Ebenen selten mittels Kampfkandidatur besetzt. Dies liegt aber auch daran, dass einfache Parteimitglieder solche Verhaltensweisen dulden (wozu sie nicht verpflichtet sind).

## Innerparteiliche Demokratie und Parlamentsfraktionen
Auch gemäß dem Grundsatz der parlamentarischen Demokratie gibt es kein imperatives Mandat für Repräsentanten der Parteien, die von den Bürgern in Vertretungsorgane von Gebietskörperschaften gewählt wurden: Die Abgeordneten eines Parlaments (Deutscher Bundestag, Landesparlament, Kreistag, Stadtvertretung), die derselben Partei angehören, bilden normalerweise eine Fraktion. Der Grundsatz des freien Mandats nach
Art. 38 Abs. 1 GG verhindert, dass die Abgeordneten an die demokratisch getroffenen Beschlüsse der Partei gebunden sind. Der Abgeordnete ist bei der Entscheidungsfindung demnach nur seinem Gewissen unterworfen. Der im Zusammenhang mit den genannten Volksvertretungen oft diskutierte so genannte Fraktionszwang existiert also wörtlich genommen nicht; allerdings wird das freie Mandat in der parlamentarischen Praxis durch eine Fraktionsdisziplin eingeschränkt. Dies bedeutet, dass die bei fraktionsinternen Abstimmungen unterlegene Minderheit sich im Interesse eines geschlossenen Auftretens der Fraktion bei der Abstimmung im Plenum des Parlaments der fraktionsinternen Mehrheit beugt und ebenso wie diese abstimmt.
Die durch die fraktionsinternen Abstimmungen erzielten Entscheidungsfindungen müssen nun aber nicht notwendigerweise mit den politischen Festlegungen übereinstimmen, die ein Parteitag der jeweiligen Partei für dieses Themengebiet getroffen hat. Ein Hauptgrund für die Abweichung von Grundsatz- und Wahlprogrammen sowie von Parteitagsbeschlüssen ist bei Regierungsparteien die Notwendigkeit, Regelungen einzuhalten, die in einem Koalitionsvertrag mit dem Koalitionspartner in einer gemeinsamen Regierung vereinbart wurden.